# Zona di libero scambio delle Americhe

Il logo della Zona di libero scambio delle Americhe

La zona di libero scambio delle Americhe o area di libero commercio delle Americhe (in inglese: Free Trade Area of the Americas, FTAA, in spagnolo: Área de libre comercio de las Américas, ALCA; in francese:  Zone de libre-échange des Amériques, ZLEA; in portoghese: Área de livre comércio das Américas, ALCA) è una proposta di accordo per eliminare o ridurre le barriere commerciali tra tutte le nazioni delle Americhe e delle isole vicine, ad eccezione di Cuba. Nell'ultima seduta di negoziati, rappresentanti di 34 nazioni si sono riuniti il 16 novembre 2003 a Miami per discutere la proposta, che ha lo scopo di succedere all'Accordo nordamericano per il libero scambio.
Un articolo del Washington Times riportò che Brasile e Stati Uniti avessero lottato aspramente sui punti chiave della proposta, alcuni dei quali erano percepiti come fornenti ingiusti benefici alle nazioni benestanti:
"Molti produttori delle nazioni più piccole e povere temono che verranno spazzati via dai più potenti competitori statunitensi."
Il processo ebbe inizio con il Vertice delle Americhe, a Miami nell'aprile 1994, ma venne portato all'attenzione del pubblico con il Summit delle Americhe di Quebec City del 2001, un incontro preso di mira da massicce proteste anti-corporativizzazione. Le precedenti sessioni dei negoziati, che si svolsero sull'isola caraibica di Trinidad, finirono nell'ottobre 2003, con un apparente stallo. Un delegato brasiliano, che non volle dare il suo nome, disse "l'incontro ha mostrato grosse differenze."
Secondo rapporti giornalistici e secondo le posizioni ufficiali di alcuni paesi, gli USA spingono per un singolo accordo globale, che taglierebbe le tariffe sui beni manifatturieri ed agricoli, e al contempo innalzerebbe barriere al libero scambio su molti servizi così come su molti beni (come quelli farmaceutici) classificati come proprietà intellettuale.
Comunque il Brasile, che ha co-presieduto la fase finale dei colloqui per l'FTAA con gli Stati Uniti, ha proposto un approccio più lento, a tre vie, che richiede una serie di accordi bilaterali per tagliare le tariffe e un patto su questioni come le regole base e l'appianamento delle dispute, ma affida questioni più controverse alla Organizzazione mondiale del commercio (OMC).
Perché l'accordo potesse essere pronto per il momento previsto, nel 2005, sarebbe stato necessario un sostanziale progresso negli incontri rimanenti. Il meeting di Miami del novembre 2003 venne chiuso con un giorno di anticipo, con molte questioni lasciate in sospeso per essere discusse dall'OMC. Contemporaneamente a questo incontro, centinaia di migliaia di persone dei sindacati e del movimento no-global protestarono contro l'FTAA a Québec (città), Quito, e Miami, dove gruppi come Midwest Unrest mobilizzarono i dimostranti.
Un altro incontro si è tenuto in Brasile nel 2004.